# Менщиково (Кетовський район)
Ме́нщиково (рос. Менщиково) — село у складі Кетовського району Курганської області, Росія. Адміністративний центр Менщиковської сільської ради.
Населення — 1268 осіб (2010, 1281 у 2002).